# Мачу Пикчу
Мачу Пикчу (шп. Machu Picchu) је свети град Инка који се налази на највишем делу источних Анда, на источним падинама планинског ланца Урубамба, на висини од 2.350 метара надморске висине. Мачу Пикчу је вероватно изграђен око 1300. године, али је остао сакривен све до 1911. године кад га је открио Американац Хајрам Бингам.
Истраживања су вршена и 1940–41. године. Град је био изграђен од гранита на терасама и опасан двоструким зидинама кроз које је водио само један улаз. Осим остатака храма и бројних кућа, ту су и исклесане пећине за божанска престоља, те сунчане сатове. Дивовске зидине и зидови грађевина изведени су међусобним уклапањем блокова, без употребе металног оруђа и везног средства.
Мачу Пикчу сведочи о времену величанственог царства Инка. Након освајања територија, моћна војска Инка саградила је канале за наводњавање и системе поплочаних путева, а грађевинари су саградили тврђаве, храмове и монументалне камене зграде.
Данас археолози тврде да Мачу Пикчу није био град у класичном смислу јер нису пронађени остаци бирократске управе, трговине или војних утрврђења. Највероватније је грађен као царски посед и религијско уточиште или као тајни церемонијални град.
Остаци Мачу Пикчуа одају царски стил Инка какав се може наћи и на другим местима некад највеће државе америчког континента пре доласка Европљана. Но необичан је по околини: смештен је усред бујне вегетације коју наводњава река. Град има око две стотине грађевина смештених по терасама и распоређених око великог средишњег трга. Град је подељен на уске и издужене четврти које максимално искоришћавају простор. Постоје и терасе изван насељеног дела које имају канале за наводњавање. На висини у средишту града налази се гранитни монолит, који је можда био жртвеник, карактеристичан за Инке, а можда и опсерваторија. Зидине Мачу Пикчуа изграђене су од оријашких блокова камена. Податак је још фасцинантнији јер се зна да Инке нису познавале точак ни гвоздено оруђе, а анализом је утврђено да су блокови савршено изрезани у каменоломима и да су се завршни радови обављали на самом градилишту.
Град који је 400 година био заборављен у андској прашуми, чини се да је био напуштен још и пре него што су царство Инка покорили Шпанци. Према једној теорији, становнике је покосио сифилис који је стигао из Европе, а остало је учинио грађански рат. Дана 7. јула 2007. године проглашен је за једно од нових седам светских чуда.
Гледано у колективној машти као остаци древног и фасцинантно изгубљеног града, град је опште познат и по импозантним и оригиналним рушевинама, и по импресивном погледу на доњу долину Урубамбе око 400 метара испод. То је део светске баштине који је израдио УНЕСКО, изабран у 2007. као један од седам светских чуда. То је треће највеће археолошко налазиште на свету после ископавања Помпеја и Остије Антике. 2003. године, више од 400 хиљада људи посетило је рушевине и УНЕСКО је изразио забринутост због штете по животну средину коју такав обим туриста може да нанесе локацији.
Перуанске власти, које очигледно остварују знатне економске предности од туризма, тврде да нема проблема и да је екстремна изолација долине Урубамбе сама по себи довољна да ограничи проток туриста. Повремено се предлаже изградња жичаре која би дошла до града са дна долине, али предлог никада није прошао.

## Историја
Клисура Пикчу, која се налази на пола пута између Анда и Амазонске шуме, колонизовала је брдско, не-дивље становништво са подручја Вилкабамба и Свете долине, у области Куско, и желећи да се прошири на своје пољопривредне границе. Археолошки докази указују на то да се пољопривредом бавило у региону од најраније 760. године пре нове ере. Из периода просечног хоризонта (од 900. године пре нове ере) дошло је до демографске експлозије од стране група које нису историјски документоване, али вероватно у вези са тампучком припадношћу Урубамбе. Верује се да су ти народи можда били део федерације Аиармаке, супарничке раним Инкама регије Куско. У овом периоду „вештачка“ пољопривредна површина (терасе) се знатно проширују. Ипак, специфично место града Мачу Пикчу (стеновити гребен који спаја планине Мачу Пикчу и Хуаина Пикчу) нема трага да је саграђено пре петнаестог века .
Претпоставља се да је град био саграђен од цара Инка Пакхакутека око године 1440, а остао је насељен до шпанског освајања од 1532. године. Локација града била је добро чувана војна тајна, јер су дубоке литице које га окружују најбоља природна одбрана. У ствари, након што је напуштена, локација је остала непозната четири века, улазећи у легенду. Археолошка открића, у комбинацији са студијама колонијалних докумената, показују да то није био нормалан град, већ својеврсна летња резиденцијаза цара и племство Инка. Израчунато је да не може истовремено да живи више од 750 људи у Мачу Пикчуу и вероватно током кишне сезоне или када није било племића, број је био још мањи.
Град је открио 24. јула 1911. године Хирам Бингхам, историчар из Јела, који је истраживао старе улице Инка у потрази за последњом престоницом Инка- Вилкабамбом. Бингхам је направио још неколико путовања и вршио ископавања до 1915. године и тек касније схватио важност свог открића и био уверен да је Мачу Пикчу оно што је назвао Вилкабамба. Враћајући се својим истраживањима, написао је неколико чланака и књига о Мачу Пикчуу- најпознатији је био Изгубљени град Инка. Парадоксално, Вилкабамба није био Мачу Пикчу: последња престоница била је у Еспириту Пампа-скривена у џунгли, неколико стотина метара од места где је стигао током свог истраживања.
Током 2008. године, низ докумената које су у међународним архивима и перуанским архивима открили неки међународни научници, укључујући америчког историчара Паола Греер-а, открива да је Немац Аугусто Бернс открио Мачу Пикчу у другој половини деветнаестог века и основао друштво за искориштавање његових богатстава. Бернс је локалитет открио 1867. године, 44 године пре него што га је амерички истраживач Хирам Бингхам открио западном свету. Греер и његове колеге имају за циљ да пронађу изгубљено благо, од којих је многа можда завршила у приватним колекцијама.

### Доба Инка (1438—1534)
Око 1440. клисуру Пикчу освојио је Пакхакутек, први цар Инка ( 1438 - 1470 ), током своје кампање у близини Вилкабамба.
Верује се да је и Мачу Пикчу, као и већина инканских лактата, имао покретно становништво, које се састојало од 300 до 1.000 чланова елите (вероватно Панакутек панаца ) и акла . Показано је да је пољопривредна радна снага била састављена од колониста или митми ( митмаккуна ) који долазе из различитих места царства.
По смрти Пакхакутека, у складу са инковским краљевским обичајима, Мачу Пикчу и остатак његове личне имовине пребачени су у управу његове панаке, која је требало да додели приходе произведене за култ мумије покојног краља. Ова ситуација се претпоставља да се задржала за време владавине Тупак Иупанкуи ( 1470 - 1493 ) и Хуан Капак (1493-1529).
Мачу Пикчу је морао да изгуби део свог значаја такмичећи се у престижу личним својствима наследника. У ствари, отварање шири и сигуран начин између Олантаитамбо и Вилкабамба (онај из долине Амаибамба) одвојен на пут Пикчу грла.

### Прелазни период (1534—1572)
Грађански рат Инка (1531—1532) и шпански напад на територију Куско у 1534. дубок ударац на живот у Мачу Пикчуу. Сеоска заједница тог места састојала се углавном од митама, досељеника разних народа које су Инке покориле и силом извеле у то подручје. Искористили су колапс економског система региона како би се вратили у своје родне крајеве. Отпор Инка Шпанцима, којим је командовао Манцо, 1536. године позвао је племиће суседних области да интегришу краљев двор у прогонство Вилкабамбе и врло је вероватно да је најбоље племство Пикчуа напустило град у то време. Документи времена говоре да је регион у то време био пун "расељених особа".
Пикчу би остао насељен и потврђено његово постојање, о чему сведочи напомена града међу приточким колонијама шпанске околине Оллантаитамбо. То не значи да су га Шпанци присуствовали: у ствари знамо да су данак Пикчу колонизаторима плаћали једном годишње у селу Олантаитамбо, а не да се „прикупљају“ на лицу места. У сваком случају, јасно је да су Шпанци знали место, мада нема назнака да су уважавали важност прошлости. У колонијалним документима се такође помиње курака можда последњи становник Мачу Пикчуа из 1568. године : Хуан Макора. Име Хуан указује да је барем формално крштен и да је због тога био подвргнут шпанском утицају.
Други документ каже да је Инка Титу Куси Иупанкуи, која је владала у то време Вилкабамба, тражила да аустријски фратри дођу да евангелизују Пиокх око 1570. године. Није познато место у околини чије име звучи слично као "Пиокхо" и није "Пихо" или "Пиху"; што сугерира Лумбрерасу да су стигли чувени "идолопоклонички илегалци" који су се бавили уништавањем и паљењем торња Храма Сунца.
Шпански војник Балтазар де Окампо саградио је крајем 16. века дело раскошних грађевина "на врху обронка планине", које је такође садржало велику аклахуаси ( Кућу изабраних ), у последњим годинама отпора Инка. Кратки опис места које Окампо прави од места води назад до Пикчу-а, а значајно је што се односи на село са именом Питкос. Чини се да је једини сличан топоним Виткос, али идентификује потпуно другачије насеље Инка у Вилкабамби. Једини други могући "кандидат" је наравно Пикчу. Међутим, није коначно утврђено да ли је то исто место.

### Између колоније и републике (XVII - XIX век)
У 1865, током својих истраживачких путовања у Перу, италијански природњак -Антонио Рајмонди пролази у подножје рушевина без да и алудира знајући да је регион ретко насељен у то време. Међутим, ово указује да је тих година то подручје почело да посећује интересе који нису чисто научни.
У ствари, обелодањивање открива податке о немачком импресарију по имену Аугусто Бернс који је 1867. не само да је "открио" рушевине, него је и основао рударску компанију за искориштавање наводних "блага" које су га смештале ( Компаниа Анонимни Екплотадора де лас Хукас дел Инка ). Према овом извору, између 1867. и 1870. године, уз помоћ права које му је доделила влада Хосе Балта, компанија би деловала на том подручју и после продала „све што је пронашла“ европским и северноамеричким колекционарима.
У вези с овим наводним подухватом (чије постојање очекује потврду од других извора и аутора), ово су сигурно времена када мапе за истраживање рударства почињу спомињати Мачу Пикчу. Тако је 1870. године Хари Сингер први пут на мапу ставио локацију планину Мачу Пикчу, односећи се на Хуаина Пикчу са именом Пунта Хуака дел Инка . Ово име открива досад невиђену везу између Инка и планина, а такође сугерише религиозни карактер ( хуака је била свето место древних Анда ).
Друга карта из 1874. године, коју је написао Немац Херман Гохринг, помиње и поставља обе планине на тачну локацију.
Крајем 1880-их француски истраживач Чарлс Виенер потврдио је постојање археолошких рушевина на том месту (буквално наводећи "постоје рушевине на Мачу Пикчу"), али до њега није могао доћи. У сваком случају, јасно је да постојање наводног „изгубљеног града“ није заборављено, као што се веровало до пре неколико година.

### Поновно откриће Мачу Пикчу (1894—1911)
Први директан вест о посетиоцима Мачу Пикчу указују на то да Агустин Лизарага, велепоседник у Куску, стигао је 14. јула подигао 1902. да води земљаке Габино Санчез Енрике Палма Хусто Очоа. Посетиоци су оставили графите са својим именима на једном од зидова Храма Три прозора, што су касније разни посматрачи потврдили. Неке информације говоре да је Лизарага већ посетио Мачу Пикчу заједно са Луисом Бејаром 1894 . Лизарага је "посетиоцима" показао зграде, али права природа његових активности није истражена.
Тако је амерички историчар Хирам Бингхам, заинтересован за потрагу за последњим рушевинама Инка Вилкабамбе, сазнао за Лизарага из његових контаката са локалним власницима земљишта. Под водством другог власника земљишта, Мелчор Артеага, и у пратњи наредника перуанске цивилне гарде (чије је презиме Караско), Бингхам је 24. јула 1911. стигао у Мачу Пикчу. Експедиција је пронашла две сељачке породице које су се населиле на лицу места: Речарте и Алварез. Користили су терасе јужно од рушевина да обрађују земљу, а користили су инкаички канал још увек у раду, који је црпио воду из извора.
Бингхам је био веома импресиониран оним што је видео и позвао је подршку универзитета Јејл и перуанске владе да што пре активирају истраживање локације. Тако је, са инжењером Елводом Ердисом, остеопатом Георгеом Еатоном, сарадњом Торибио Речарте-а и Анаклетоом и Алварезом и групом локалних радника, Бингхам руководио археолошким ископинама у Мачу Пикчуу од 1912. до 1915. године, чистећи коров и откривање гробница Инка изван града. "Јавни живот" Мачу Пикчуа почео је 1913. године, објављивањем у целости у чланку у часопису Национална географија.
Иако је јасно да Бингхам није стварно открио Мачу Пикчу (у стварности то нико није открио, никад није стварно био изгубљен), нема сумње да је имао заслугу што је први препознао важност рушевина, проучавајући их уз помоћ мултидисциплинарног тима и ширење његових налаза. Ово упркос чињеници да примиењени археолошки принципи нису били најпримеренији у тренутној перспективи а упркос контроверзи око неправилног извоза пронађене археолошке грађе из земље. Збирка се састоји од најмање 46.322 експоната, а до 2008. године никада није враћена перуанској влади.

### Мачу Пикчу после 1915. године
Између 1924. и 1928. Мартин Чамби и Хуан Мануел Фигуероа снимили су серију фотографија из Мачу Пикчу-а које су објављене у разним перуанским часописима, привлачећи масовну пажњу на рушевинама (до тада само локално занимљиве) и тако их претварајући у национални симбол. Са проласком деценија - посебно након отварања ( 1948. ) пута који је са железничке станице водио дуж планинске обале до рушевина - Мачу Пикчу је постао главно туристичко одредиште Перуа. У прве две трећине двадесетог века, међутим, интересовање за туристичку експлоатацију превладало је над интересом за очување и проучавање локалитета. То није спречило неке значајне истраживаче да направе напредак у откривању мистерија Мачу Пикчу-а: посебно су запажена истраживања пронађеног Викинга, режисера Паул Фејоса, на локацијама Инка у околини („открила су“ различита насеља Инка пута). и оне Луиса Е. Валцарцела, који су локацију повезали са ликом Пачакутека. Међутим, почевши од седамдесетих година, нове генерације археолога (Чавез Балон, Лорензо, Рамос Кондори, Запата, Санчез, Валенциа, Гибаја), историчари (Главе и Реми, Рове, Англес), астрономи (Дерборн, Вите, Томсон) и антрополози (Реинхард, Уртон) почели су у потпуности да истражују рушевине и њихову прошлост.
Стварање зоне еколошке заштите око рушевина 1981. године, проглашење Мачу Пикчуа светском баштином две године касније и усвајање општег плана одрживог развоја за регион у 2005. години били су најважније прекретнице. напор уложен за очување града и околине. Међутим, против ових напора, уроти неке лоше делимичне рестаурације у прошлости, пожара шума баш као и 1997. године, и неки политички сукоби настали у блиској популацији зарад боље расподеле средстава из државе у администрацији рушевина.
Постоје тврдње да ранији назив града није био Мачу Пикчу него Хуајна Пикчу.

## Географија

### Локација
Мачу Пикчу налази се на 13° 9'47 " јужне ширине и 72° 32 '44" западне дужине. У саставу је истоименог округа у провинцији Урубамба, регион Куско, у Перуу. Најближи главни град је Куско, регионална престоница и древна престоница Инка, удаљена 112 км.
Планине Мачу Пикчу и Хуаина Пикчу припадају великој орографској формацији познатој као Батолито из Вилкабамбе, у централној Кордиљи у перуанским Андама. Налазе се на левој обали такозваног кањона Урубамба, раније познатог као клисура Пикчу. У подножју брда, практично их окружујући, тече река Вилканота-Урубамба. Рушевине Инка налазе се на пола пута између врхова две планине, на 450 метара надморске висине на дну долине и на 2.438 на мору. Изграђено подручје износи око 530 метара и 200 широко, броје 172 зграде у градском подручју.
Рушевине које се налазе налазе се унутар нематеријалног подручја Националног система заштићених природних подручја (СИНАНПЕ, Национални природни систем природних протегидас пор ел Естадо ), названог Историјско светиште Мачу Пикчу, које се простире на површини од 325,92 km² слива Вилканота - Урубамба (река Вилка или света река Инка). Историјско светиште чува и штити низ угрожених биолошких врста и различитих налазишта Инка, међу којима се Мачу Пикчу сматра главним.

### Приступне руте
Сам археолошки простор је доступан и путем стаза Инка који воде до њега и коришћењем пута Хирам Бингхам (који иде уз падину Мачу Пикчуа са железничке станице Пуенте Руинас, која се налази на дну клисуре).
Међутим, дотични пут не припада националној путној мрежи Перуа. Почиње у граду Агуас Калиентес, којем се заузврат приступа само железницом (за око 3 сата од Куска ) или хеликоптером (за 30 минута). Пожељно је непостојање директног пута до светишта Мачу Пикчу и омогућава контролу протока посетилаца; поток који је, с обзиром на природу националног парка у овом подручју, посебно осетљив на пренасељеност. То, међутим, није спречило неуредан раст (и критиковао га културне власти) Агуас Калиентес, који живи од и ради туризма, јер је земља развила угоститељске објекте разних категорија.
Да бисте дошли до Мачу Пикчу-а са главног пута Инка, путовање траје око три дана. За то је потребна вожња возом километра 82 км железничке линије Куско-Агуас Калиентес, одакле путовање почиње пешке.
Неки посетиоци возе се локалним аутобусом из Куска до Олантаитамба, који прелази свету долину Инка, а одатле настављају превозним средством. На месту се крећу железницом која покрива преосталих 32 км до Агуас Калиентеса-топли извори..

### Клима
Упркос прилично великој надморској висини, клима је врућа и влажна током дана, а ноћу хладно. Температура варира између 12 и 24 °C захваљујући близини екватора. Подручје је углавном кишно (око 1.955 мм падавина годишње), посебно у периоду од новембра до марта. Обилне кише наизменично се измењују с периодима јаке сунчеве светлости.

## Опис места
Изграђена површина Мачу Пикчу-а дугачка је 530 метара, широка је 200, а обухвата најмање 172 нивоа. Комплекс је јасно подељен на две велике површине, пољопривредно подручје, формирано низом тераса за узгој, које се налазе на југу и урбано подручје, где су станари живели и где су се развијале главне цивилне и верске активности.
Оба дела раздвојена су зидом, јарком и степеништем, елементима који иду паралелно са источном обалом планине.

### Пољопривредне површине
На стадиону у Мачу Пикчу се појављују као велики степеница уграђен у брду. Они су грађевине формиране каменим зидом са испуњавањем различитих слојева материјала (крупно камење, ситно камење, шљунак, глина и земља за узгој) које олакшавају дренажу, спречавајући да вода у њима застане (потребно је размотрити велике кише у том подручју) и структура се руши. Ова врста грађевине омогућила је култивацију изнад ње све до прве деценије XX века. Остале мање важне терасе сусрећу се у доњем делу Мачу Пикчуа око целог града. Њихова функција није била пољопривредна, већ су служили као потпорни зидови.
На источној страни димњака Инка, који са јужне стране досеже до Мачу Пикчуа, можете видети 5 великих зграда. Користили су се као штала или складиште. Западно од димњака налазе се две велике групе тераса: једна концентрична полукружног облика, а друга равна.

### Урбано подручје
Зид дугачак 400 метара дели град од пољопривредног подручја. Капак који се користи као главна градска дренажа води паралелно са зидом. На врху зида су врата Мачу Пикчуа која су имала унутрашњи систем затварања.
Данашњи археолози урбано подручје су подељени у групу зграда од 1 до 18. шема Чавеза Баллона (1961) који је град поделио на два сектора још увек је валидна: ханан (висок) и хурин (низак), према традиционалној дводелној подели друштва и андској хијерархији. Средиште ове физичке поделе је плазма аларгада, изграђена на терасама на различитим нивоима које одговарају природном нагибу планине.
Друга најважнија осовина града представља крст с првом, који практично прелази читаву ширину рушевина од истока ка западу. Састоји се од два елемента: дуго и широко степениште које делује као главни пут и скуп пловних путева који иду паралелно са њим. Раскрсница обе куће је резиденција Инка, храм опсерваторија Сол или Тореон у коме се налази први и најважнији од извора воде.

### Комплекс 1
Комплекс 1 укључује објекте повезане са потребама оних који у град долазе са врата (вестибуларни простор), стабилни за камелије (ламе ...), лабораторије, кухиње и домове. Читава источна страна димњака је низ паралелних улица које се спуштају дуж планинске обале. Најважнија грађевина веранде, имала је 2 спрата и разне прилазе. На левој страни приступног подручја налазе се станови нижег ранга који су повезани са радом у каменолому, који се налази у близини овог сектора. Све су грађевине биле уобичајене фактуре, а у прошлости су ожбукане и фарбане.

### Храм Сунца
Приступа му се двокрилним вратима, која су била трајно затворена (остаци механизма за затварање). Главна зграда је позната као Ел Тореон, или кула са фино обрађеним блоковима. Коришћен је за церемоније у вези с јунским солстицијем. На једном од његових прозора и данас се виде остаци украсних инструмената који су уклоњени у неодређено време историје Мачу Пикчуа. Поред тога, постоје остаци великог пожара. Тореон је изграђен изнад велике стене испод које се налази мала пећина која је у потпуности испуњена ситним камењем. Верује се да је био маузолеј и да су неке мумије одмарале у својим великим нишама. Луис Лумбрера верује да је то можда маузолеј Пакхаутека-а.

### Краљевска резиденција
Међу зградама које се користе за становање, ова је најбоља, највећа и најбоље постављена. Капија му је први улаз у град. Садржи 2 стана са великим монолитним архитравима и добро изрезаним каменим зидовима. Једна од тих кућа има приступ тоалету са хигијенским одводом. Комплекс укључује приватну терасу са погледом на источну страну града, са које се види храм сунца.

### Свети трг
Тако се назива комплексом грађевина распоређених око квадратног поплочаног дијела. Сви докази говоре да је то место било предвиђено за различите ритуале. Укључује две главне зграде Мачу Пикчу-а, формиране стенама исеченим са много својства: Темпло де ла трес вентанас чији су зидови састављени од великих полигоналних блокова састављени попут слагалице и Темпло Принципал са врло правилним блоковима, који верује се да је главна церемонијална тачка града. Наслоњени на њега налазимо такозвану кућу свештеника или Камара де лос орнаментос . Неки показатељи говоре да изградња овог комплекса никада није завршена.

### Интихуатана
Ово је брдо, чија је обала терасирана, па је добила облик мале полигоналне основне пирамиде. Садржи 2 велика степеништа са северне и јужне стране. Доњи је врло занимљив јер су исклесани на једном камену на дуги рок. Виши, окружени зградама, наилази на камен Интихуатана, један од најгледанијих објеката Мачу Пикчуа, који је повезан са низом светих места, из којих су успостављена поравнања са астрономским догађајима и околним планинама.

### Урин сектор
Савршено резбарени камен, током векова помало је разбијен.

### Рока саграда
То се назива бистри површински камен постављен на велики пиједестал. Означава крајњи север града и почетну тачку стазе до Хуаине Пикчу.

### Група од три портала
То је велики архитектонски комплекс у коме доминирају 3 велика портала распоређена симетрично и у међусобном додиру. Портали идентичне конструкције оријентисани су ка главном тргу Мачу Пикчу-а. Обухвата силосе и лабораторије.

### Групо де лос мортерос или акллахуаси
То је највећи комплекс у граду упркос томе што има само једна приступна врата, што може сугерисати да је Аклахуаси из Мачу Пикчуа (или кућа изабраних жена) посвећена верској служби и фином занатству. Укључује чувено камено становање, унутар којег се налазе два изданка стене исечене у облику кружних точкова, вероватно коришћених за млевење пшенице. Неки аутори мисле да је била напуњена водом и да су се у њој одражавале звезде. Комплекс се вероватно користио за ритуале, у ствари постоје олтари, укључујући портал изграђен око стене. Постоје докази да је то била елитна резиденција.

### Група Кондор
То је велика група зграда, не увек правилних изгледа, која прати контуру стена. Укључује неке пећине за обредну употребу и велику камену изрезану у средини великог дворишта у који многи верују да види кондор: јужно од „кондора“ налази се кућа елите која је имала једини приватни приступ једном од извора Мачу Пикчу-а. Између кућа и дворишта стана су пронађени јасни остаци зграде посвећене одгајатељским врстама.

## Аспекти изградње

### Хидраулика и инжењеринг тла
Камени град саграђен на врху комплекса између две планине и између два раседа је подручје које је непрестано подвргнуто земљотресима и, нарочито, обилним кишама током целе године. Према Алфреду Валенцији и Кенету Вригхту тајна дуговечности Мачу Пикчуа-а је његов систем одвода. У ствари, земља не терасираних подручја је опремљена дренажним системом који се састоји од облога гњеченог камења и стена како би се избегла стагнација кишнице. 129 одводних канала простиру се по читавом урбаном подручју, осмишљеном да избегавају клизишта и ерозије, и завршавају на "фоси" који раздваја урбани део од пољопривредног дела града (који је, дакле, главна одводња града). Процењује се да је 60% конструктивног напора Мачу Пикчуа-а било постављање темеља тераса напуњених шљунком за добру одводњу воде.

### Оријентација зграде
Постоје чврсти докази (према студијама Дирборн, Вите, Томсон, Реинхард и др.) да су астрономски и свети критеријуми за изградњу Мачу Пикчу-а били поштовани. У ствари, поравнање неких важних грађевина поклапа се са соларним азимутом током солстиција, на константан и никако насумичан начин и са тачкама ауре и заласка сунца у одређено доба године са врховима околних планина.

### Архитектура
материјали
- Све зграде су направљене од плаво-белог гранита. Сав материјал потиче из каменолома који се налази у близини комплекса Инка.
- Камен има тврдоћу између шестог и седмог разреда по Мосовој скали . У време Инка радило се са бронзаним алатима (у старом Перуу није се користило гвоздено оруђе) и ударало се тврђим камењем. Камење је изглађено абразијом.

морфологија
- Скоро све зграде су правоугаоне. Има једно, два и до осам врата, обично на једној од дугих страна правоугаоника. Мало је закривљених и кружних биљних зграда.
- Конструкције зване хуаирана су честе. Имају само 3 зида: у тим случајевима, уместо зида који недостаје, налази се камена колонада за дрвену греду која је подржавала кров. Поред тога, постоје и двострука хуаирана, или две хуаиране спојене средњим зидом званим масме .
- Зграде обично прате образац канкха, или правоугаоних конструкција распоређених око централног поплочаног дела, спојених кроз центар попречне симетрије. Сва врата се отварају у овом поплочаном делу дворишта.

зидови
Завршетак камених зидова у основи има две врсте:
- Од обичног камена у комбинацији са мортом и другим супстанцама. Постоје докази да су ове грађевине обновљене слојем глине и обојене жутим и црвеним бојама чак и ако би прерано уништавање кровова учинило рањивим на сталну кишу подручја и због тога нису сачуване.
- Од фино обрађеног камена у облику правоугаоних или полигоналних призми. Њихове спољашње површине могу се обрадити, односно са избочинама или савршено глатке. У овим случајевима спајање блокова изгледа савршено, чак и ако се тврдило да није коришћен никакав тип малтера. У стварности постоји танки слој везивног материјала који се налази између камења, али који је споља невидљив. Вредност ових достигнућа у друштву без гвозденог оруђа је изузетна (живели су у бронзаном добу).

фасаде, прозори и нише
- Као што је типично за инковску архитектуру, већина фасада, прозора и ниша (званих лажни прозори, нише или оставе) има трапезоидни облик, шири у основи више него на врху.

Архитрави могу бити од дрвета или камена (често из једног великог блока). Фасаде најважнијих кућишта биле су двоструке заграде, ау неким случајевима су укључивале и унутрашњи механизам за затварање.
- Унутрашњи зидови већине зграда имају нише за трапезоидне слике у близини прозора. Цилиндрични или правоугаони блокови често излазе из зидова попут великих вешалица за одећу, распоређених симетрично са нишама и прозорима, када постоје.

## Културни утицај
1913. часопис Национална географија посветио цео априлски број Мачу Пикчуу.
Један од најпознатијих радова чилеанског песника Пабла Неруде, Висине Мачу Пикчуа, инспирисан је градом.
Дана 7. јула 2007. године град је проглашен „једним од седам чуда савременог света “ током конкурса који се много расправљао у Лисабону, у Португалу, на иницијативу швајцарско-канадског филмаша Бернарда Вербера. С конкуренцијом је оспорио, између осталог, исти УНЕСКО, који је иницијативу назвао "штрајком јавности" и негирао је било какву културну ваљаност. Штавише, 2009. године достигла је рекордна два милиона посетилаца.